# W51H
W51H（だぶりゅーごーいちえいち）は、日立製作所（現・日立コンシューマエレクトロニクス）、およびカシオ日立モバイルコミュニケーションズ（現・NECカシオ モバイルコミュニケーションズ）が開発し、KDDIおよび沖縄セルラー電話の各auブランドで販売していた携帯電話である。

## 特徴
W52Tとともにau初のワイドVGAかつIPS液晶を採用した機種である。ただし、W52Tとは違い画面サイズは2.9インチ。
おサイフケータイに対応しており、新たに「auケータイクーポン」にも対応。
プリセットされるアプリは「BEFORE CRISIS -FINAL FANTASY VII-（体験版）」。
ちなみに上記ゲームの正式サービス開始後製品版アプリが他の機種に順次対応していく中、体験版を搭載していたW51Hに対応するまで少々の間があったため、このゲームの存在を購入動機の1つとして購入した様なユーザーから強い不満の声が上がっていた。
タスク切り替え機能を搭載している。
「PCサイトビューア」・「EZナビウォーク」・「EZ助手席ナビ」はワイドVGAに対応したバージョンとなる。
スマートセンサーが採用されており、指紋認証や横表示での画面操作に使用される。
ワイドVGAのフォントでPCサイトを利用するユーザー向けの機種でありワンセグは非搭載。
YUIのヒット曲「CHE.R.RY」（2007年3月7日発売）の「LISMO!Versionプロモーションビデオ」にて、この機種が使用されて
いる。（機種の色は、プレミアムレッド）
フジテレビ系ドラマ「プロポーズ大作戦」で、ドラマ中で藤木直人が使用。

## 沿革
- 2007年（平成19年）1月16日 KDDI、および日立製作所（当時）より公式発表。
- 2007年2月14日 沖縄地区で先行発売。
- 2007年2月15日 北海道・中国地区で発売。
- 2007年2月16日 関東・北陸・四国地区で発売。
- 2007年2月17日 東北・中部・近畿・九州地区で発売。
- 2007年8月 販売終了。

## 対応サービス
- au Smart Sports（アプリのダウンロードが必要）
- EZチャンネルプラス
- EZニュースフラッシュ
- デコレーションメール
- PCサイトビューアー
- au LISTEN MOBILE SERVICE（ビデオクリップ対応）
- 着うたフル
- Hello Messenger
- EZナビウォーク（声de入力）
- EZ助手席ナビ
- EZ・FM
- EZ FeliCa
- 赤外線通信 (IrSimple)
- バックグラウンド受信
- SD-Audio (AAC)
- SD-Video
- 安心ナビ
- オープンアプリプレイヤー

## 注
1. ↑  2012年（平成24年）7月23日より利用不可